# 奥克兰三角线
奥克兰三角线位于加州奥克兰地下，是湾区捷运系统里的重要区间。列车可通过此三角线前往:45–46
1. 北行-12街/奥克兰市中心站（里奇蒙方向 或 匹兹堡/湾角方向）
2. 西行-奥克兰西站（旧金山方向）
3. 南行-美丽湖站（弗雷蒙 或 都柏林/普莱森顿方向）

因为所有列车都会经过这里，所以此三角线是湾区捷运系统里最重要的区间之一，但也因为复杂的结构成为了全线速度的瓶颈。

## 结构

奥克兰三角线的结构简图。图中的CX、C2和C1轨道分别对应12街/奥克兰中心站的1、2、3号月台。

大部分轨道的设计速度是27英里每小時（43每小時）。由于设计失误，控制中心规定的限速是18英里每小時（29每小時）。虽然失误随后被修正，基于安全考虑，这个限速依然不变。 唯一“高速”的通道是从奥克兰西前往12街/奥克兰市中心的轨道（图中MX→CX），允许的速度达到36英里每小時（58每小時）。
另外，MX轨道和M1轨道之间也有渡线，加上麦克阿瑟站附近繁多的岔道，在特殊情况下（如2018年金州勇士胜利游行时），CX→MX→M1轨道也会被作为下行前往旧金山的通道，以提高通行的效率，同时北上的列车将只使用M2→C1轨道。

## 历史
奥克兰三角线曾多次发生事故，而由于其重要性，每次事故都会波及整个系统。有专家曾提出建立多个通道来降低三角线故障所带来的影响。

### 事故
- 2000年2月11日，正值早高峰，由于电线短路，列车自动控制系统停摆，经过奥克兰三角线的所有列车被迫以手动驾驶和低至5—10英里每小時（8.0—16.1每小時）的速度通过岔道，工人也被派出手动切换岔道方向。低效的操作模式使列车大幅晚点。[6]

- 2009年2月4日，两辆北行的列车在前往12街/奥克兰市中心站的途中（图上M2→C1与A2→C1），在岔道口刮蹭，两车部分车厢脱轨。由于其中一车在手动模式，本应起保护作用的列车自动控制系统未能生效，来阻止事故的发生。[7] 当列车被移开后，湾区捷运方面发布了一份说明，表示手动控制的列车超过了等待区，[8] NTSB随后也派出调查员协助。[9]

- 2017年1月4日，一辆西行往旧金山的10节编组列车在抵达奥克兰西站时控制失灵，没有停在指定位置，只有7节车厢进站，也无法再次启动。事件导致前往旧金山的列车皆受到影响，乘客也不得不改用轮渡、拼车、或巴士来跨过海湾。事后有湾区官员呼吁加建第二条过海隧道，以避免类似的情况[10]。

### 未来发展
有专家曾提出建立连接麦克阿瑟站、奥克兰竞技场站与海湾隧道之间的快速通道，既可以避免潜在的大面积延误，也可以在途中增加一个杰克伦敦广场站。另有计划指出，可以在三角线区间建立一个短途终点站，既可以增加奥克兰市中心的车站数量，也可以提高市区班次的密度。